# Hugo Emanuel Becher
Hugo Emanuel Becher (* 28. Februar 1871 in Leipzig, Königreich Sachsen; † 19. September 1942 in München) war ein deutscher akademischer Bildhauer, Medailleur und Mouleur.

## Leben
Hugo Becher wurde als Sohn von Gustav Becher, einem Uniformenlieferanten, und Maria Becher, geb. Schmidt, in Leipzig geboren. Seine bildhauerische Grundausbildung erhielt er in Rom. Im Jahr 1891 begann er ein Studium an der Kunstakademie München und war Schüler bei Wilhelm von Rümann. Von 1893 bis 1897 studierte er an der Dresdner Kunstakademie und war Meisterschüler bei Robert Diez. Anschließend erfolgte ein Studium an der privaten Akademie Julian in Paris. Im Jahr 1898 erhielt er eine Auszeichnung des Salon des artistes français in Paris. Im Jahr 1899 erhielt er die große goldene Ehrenmedaille der Dresdner Kunstakademie. In dieser Zeit wohnte und arbeitete er im Dresdner Künstlerhaus in Loschwitz. 
Um 1904 arbeitete Becher bereits freischaffend in München. Von 1907 bis 1912 unterrichtete er das Fach Modellieren an der Damenakademie des Münchner Künstlerinnenvereins. Er wurde Mitglied der Münchner Künstlergenossenschaft und stellte seine Werke bereits ab 1901 regelmäßig in den Ausstellungen im Münchener Glaspalast aus. Zwischen 1938 und 1942 beteiligte er sich regelmäßig an der Großen Deutschen Kunstausstellung in München. Er schuf vorwiegend Medaillen, Plaketten, Bildnisbüsten und Kleinplastiken. Für die sächsische Porzellanfabrik Fraureuth fertigte er Tiermodelle und Vorlagen sowie Genreszenen an. Überliefert sind unter anderen die Figur einer Liebesgöttin Venus als weiblicher Akt, ein Rhesusaffe und ein Angoraziegenpärchen.
Später lieferte er für die wissenschaftlichen Institute Moulagen in Deutschland. Seine medizinischen detailgetreuen und hochpräzisen Anschauungsmodelle befinden sich in verschiedenen Universitätssammlungen. In München betrieb er eine Firma für die Herstellung von Moulagen; diese signierte er mit der Aufschrift fa. H. E. Becher, München.
Er war Mitglied der Freimaurerlogen Balduin zur Linde in Leipzig und Zur Kette in München. 

## Werke, Auswahl
- 1901: Büste Verlorener Sohn in Gips, Deutsche Kunstausstellung München.
- 1905: Figur eines chinesischen Wasserträgers, sehr realistisches und detailgetreues Abbild, Deutsche Kunstausstellung Verein Bildender Künstler München, „Secession“ e.V.
- 1906: Bildnisbüste, Deutsche Kunstausstellung München.
- 1907: Bildnisbüste Prof. Kellermann, Marmor, Deutsche Kunstausstellung München.
- 1909: Bildnisbüste für den Maler Robert Friedrich Karl Scholtz, Marmor, Deutsche Kunstausstellung München.